# 南关岭街道
南关岭街道，是中华人民共和国辽宁省大連市甘井子區下辖的一个乡镇级行政单位，位于大连市北郊。南关岭名稱來自於建於五代時期的金州城南嶺上的城關。

## 行政区划
南关岭街道下辖以下地区：
井东社区、井西社区、绿园社区、圣泰社区、姚兴社区、姚宏社区、姚盛社区、姚源社区、井南社区、兴南社区、中华城社区、锦岭社区、佳成社区和瑞新社区。